# Eurytaenia
- Commons
- Wikispecies

Eurytaenia é um género botânico pertencente à família Apiaceae.